# ۷۲۰۹ کوروش
سیارک ۷۲۰۹ کوروش (به انگلیسی: 7209 Cyrus، نامگذاری:3523P-L) هفت هزار و دویست و نهمین سیارک کشف شده‌است که در ۱۷ اکتبر ۱۹۶۰ کشف شد.
قدر مطلق سیارک برابر ۱۲٫۸۰ است.
این سیارک به نام کوروش بزرگ نام گذاری شده‌است.